# Trauen

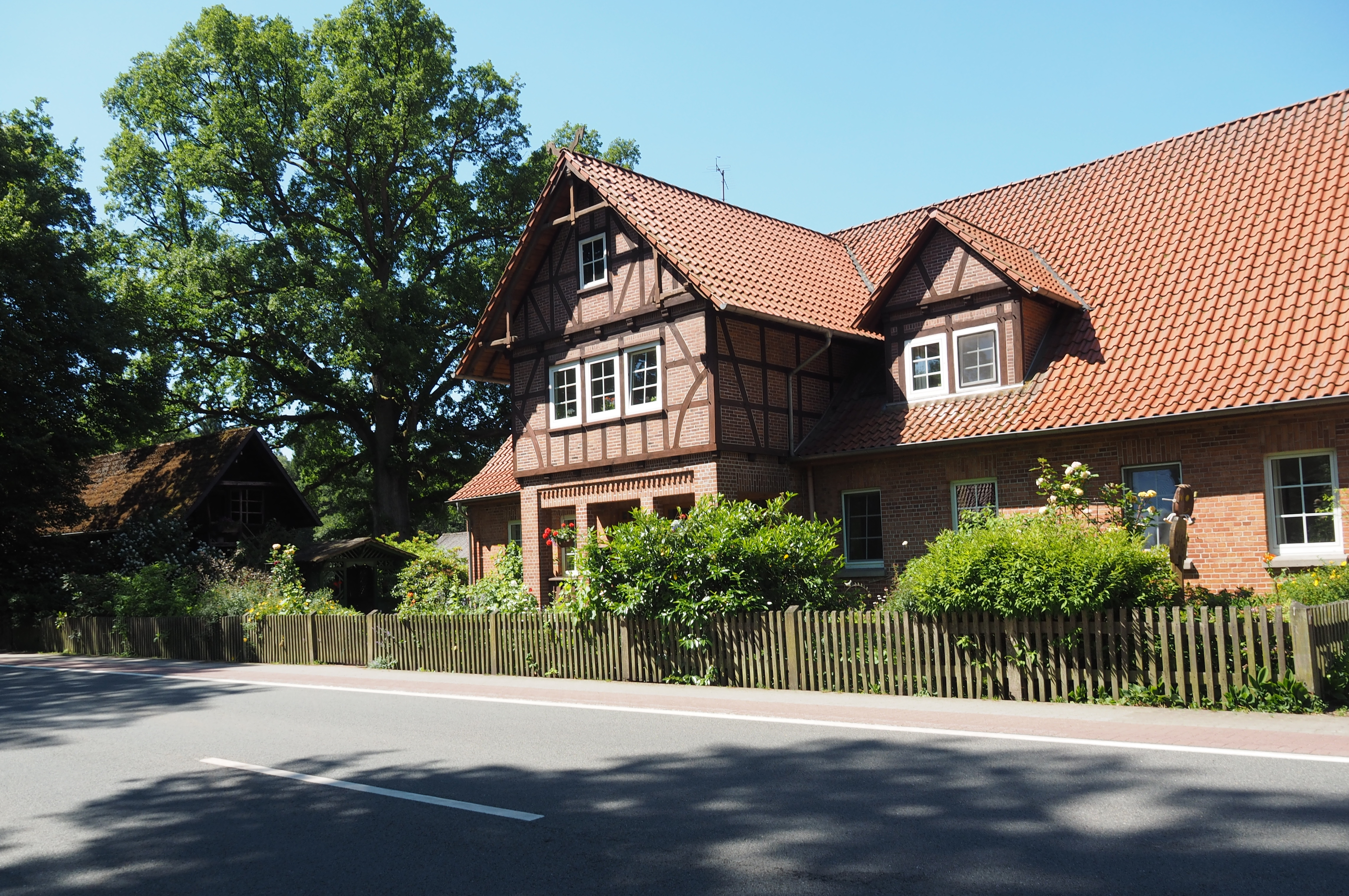
Bauerngehöft in Trauen (Kreutzen)

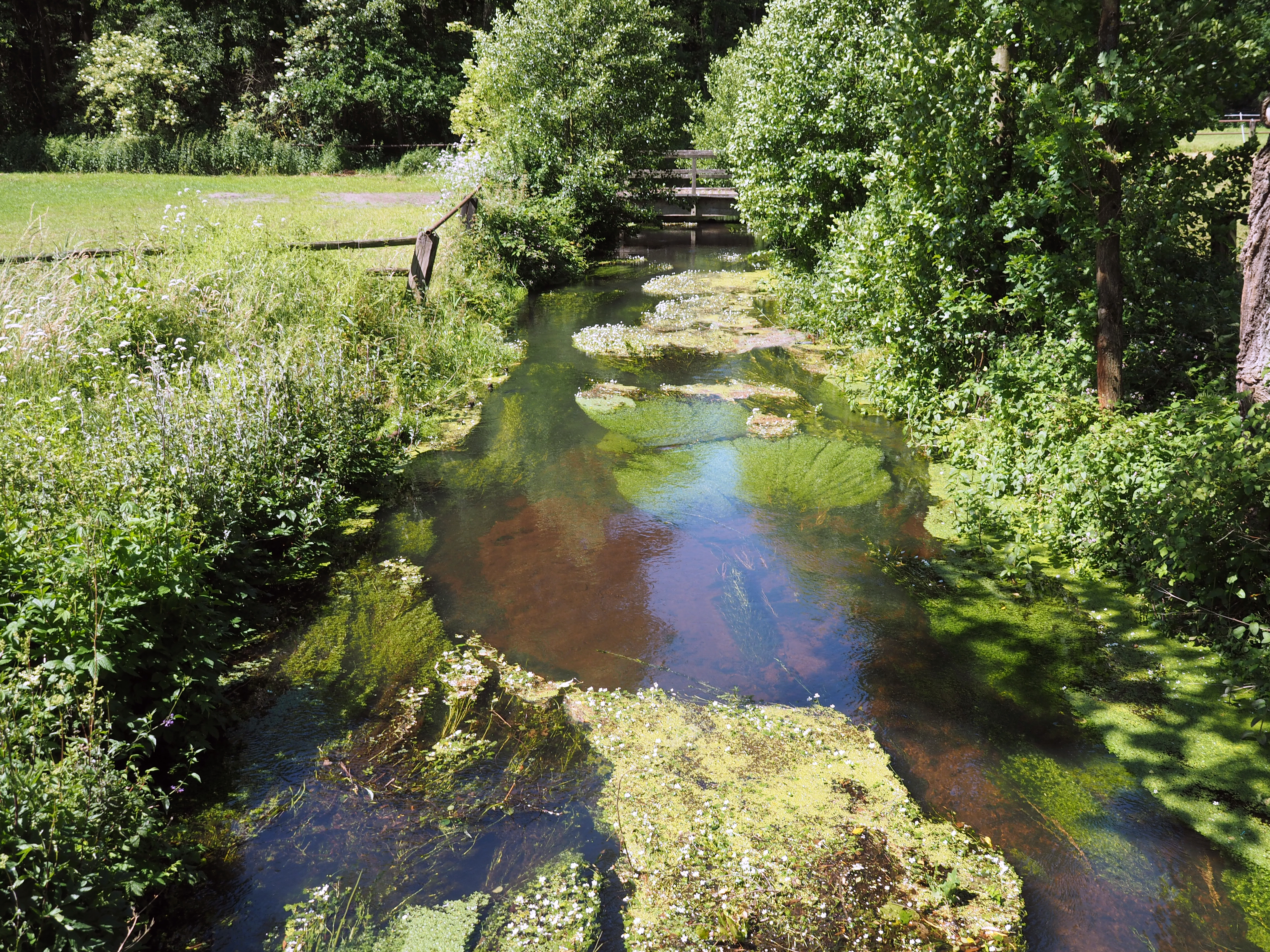
Kleine Örtze bei Trauen

Trauen ist ein Ortsteil der niedersächsischen Stadt Munster in der Lüneburger Heide.
Trauen liegt etwa 7 km südlich der Kernstadt. Im Süden des Ortes fließt die Kleine Örtze, deren Tal auf der gesamten Länge 1993 zum Naturschutzgebiet erklärt wurde.
Die Landesstraße L 240 führt durch Trauen. Trauen liegt an der Bahnstrecke Beckedorf–Munster.
In der Zeit der Berliner Luftbrücke wurden über 500.000 Tonnen Kohle aus dem Ruhrgebiet per Bahn zum Bahnhof Trauen transportiert. Die in Säcke abgefüllte Kohle wurde in Trauen auf Lastwagen verladen, zum Fliegerhorst Faßberg gefahren und dann nach Berlin geflogen.
Östlich von Trauen, jedoch bereits auf dem Gebiet der Gemeinde Faßberg, befindet sich der Standort Trauen des DLR zur Erprobung von Raketentriebwerken. Schon zu Beginn der 1940er Jahre machte hier Eugen Sänger Brennversuche. In den 1960er Jahren wurden hier Brennversuche mit der Oberstufe der Europa-Rakete durchgeführt.
Am 1. Februar 1971 wurde Trauen in die Stadt Munster eingegliedert.